# Live at Rockpalast 1983
Live at Rockpalast 1983 è un album live dei Public Image Ltd.

## Tracce
1. Public Image I – 3:22
2. Annalisa – 3:54
3. Religion – 5:12
4. Memories – 4:41
5. Flowers of Romance – 5:19
6. Solitaire – 2:58
7. Chant – 3:22
8. Anarchy in the U.K. – 3:10
9. (This is not a) Love Song – 4:41
10. Low Life – 3:32
11. Under the House – 5:43
12. Bad Life – 4:33
13. Public Image II – 3:16